# Eutelia malanga
Eutelia malanga là một loài bướm đêm trong họ Noctuidae.